# Recchia fonsecai
Recchia fonsecai là một loài bọ cánh cứng trong họ Cerambycidae.